# 三島警察署
三島警察署（みしまけいさつしょ）は、静岡県三島市にある静岡県警察が管轄する警察署。

## 所在地
- 静岡県三島市谷田194-1
  - 最寄駅:伊豆箱根鉄道駿豆線三島二日町駅徒歩7分、三島田町駅徒歩14分

## 管轄区域
- 三島市
- 田方郡函南町

## 沿革
- 1876年（明治9年）
  - 6月9日 - 田方郡山木村に警察第二出張所を開設。
  - 12月28日 - 警察第三出張所に改称。同時に、第八大区屯所、第八大区第一分屯所、第八大区第二分屯所、第九大区第二分屯所が設置された。
- 1877年（明治10年）2月8日 - 韮山警察署に改称。同時に第八大区屯所、第八大区第一分屯所、第八大区第二分屯所、第九大区第二分屯所がそれぞれ、三島、三津、本立野、熱海各分署に改称。
- 1879年（明治12年）6月8日 - 韮山警察署が三島警察署に改称。同時に韮山警察署三島分署が廃止。
- 1881年（明治14年）4月30日 - 本立野分署が大仁分署に改称。
- 1884年（明治17年）3月10日 - 三津分署が戸田分署に改称。
- 1886年（明治19年）3月7日 - 戸田分署廃止。
- 1889年（明治22年）3月1日 - 大仁分署を田中分署に改称。
- 1896年（明治29年）4月1日 - 伊東分署を新設。
- 1900年（明治33年）8月7日 - 田中分署を大仁分署に再改称。
- 1914年（大正3年）
  - 3月5日 - 三島警察署移転。
  - 5月6日 - 伊東分署を巡査部長派出所に格下げ。
- 1920年（大正9年）9月10日 - 伊東巡査部長派出所から分署に昇格。
- 1925年（大正14年）4月1日 - 大仁分署が大仁警察署に昇格。
- 1926年（大正15年）7月1日 - 熱海・伊東分署が、警察署に昇格。
- 1948年（昭和23年）3月7日 - 旧警察法施行により、国家地方警察田方地区警察署、自治体警察三島市警察署を設置。所在地はいずれも三島市田町1403番地の4。
- 1951年（昭和26年）10月1日 - 田方地区警察署が、北田方地区警察署と南田方地区警察署に分かれる。
- 1954年（昭和29年）7月1日
  - 現警察法施行により、静岡県警発足。三島市警察署と北田方地区警察署が三島警察署、南田方地区警察署が大仁警察署となりそれぞれ設置。
  - 当時の管轄区域 - 三島市、田方郡伊豆長岡町、韮山村、函南村（現・函南町）、西浦村、内浦村
- 1955年（昭和30年）4月1日 - 西浦・内浦両村が沼津市に編入に伴い、沼津警察署に管轄移動。
- 1974年（昭和49年）11月8日 - 三島市富田町（国道136号沿い）にて、新築落成式を行う。
- 1998年（平成10年）11月25日 - 新庁舎を現所在地に竣工。
- 2006年（平成18年）4月1日 - 伊豆の国市の旧伊豆長岡・韮山両町の管轄が大仁警察署に管轄移動した。

## 庁舎内の各課
庁舎1階
- 警務課
- 会計課
- 交通課
- 地域課

庁舎2階
- 刑事課
- 生活安全課

庁舎3階
- 警備課

## 交番
三島市
- 谷田交番
- 三島駅前交番 - 三島駅南口
- 広小路交番 - 三島広小路駅近く
- 大社前交番 - 三嶋大社近く
- 中郷交番 -
- 北上交番 -

函南町
- 函南町交番 - 旧函南町役場隣

## 駐在所
- 丹那駐在所
- 大竹駐在所

## 鉄道警察隊
- 三島駅北口の駅構内に鉄道警察隊の詰所がある。

## 鞍掛山無線中継所
- 管轄内に、関東管区警察局の静岡県通信部鞍掛山無線中継所がある。静岡県東部・伊豆地域の警察無線のすべてを中継している。

## 主な事件
- 三島女子短大生焼殺事件